# Autoroute A314
Die Autoroute A 314 ist eine französische Autobahn, die von der A 4 abzweigt und als Zubringer für Metz sowie der Südostumfahrung von Metz dient. Sie hat eine Länge von 2,5 km. Sie wurde 1972 eröffnet. 